# Salpassa

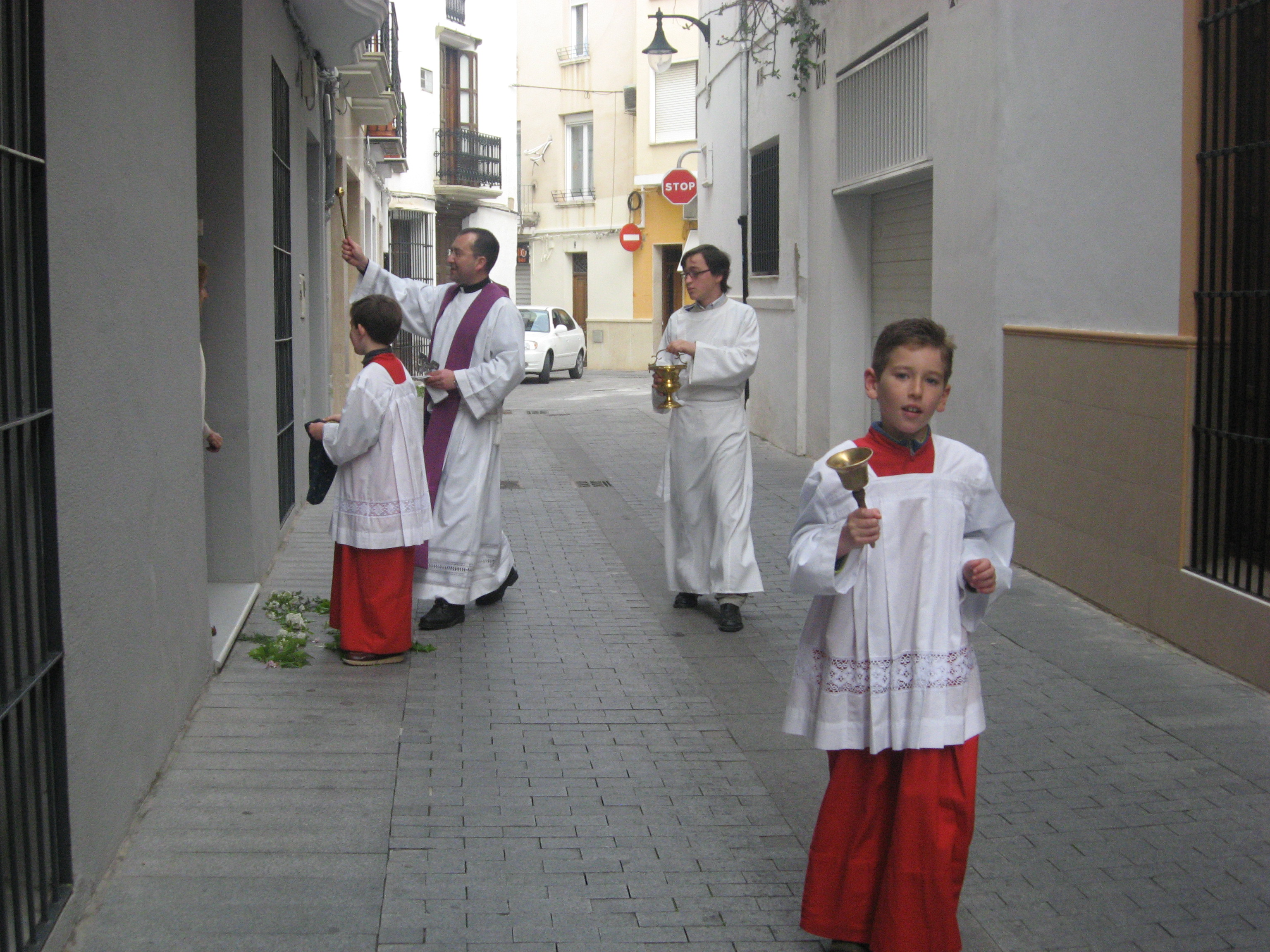
Un sacerdote bendiciendo un domicilio en la celebración de la Salpassa en Pego, Alicante, archidiócesis de Valencia. Se ven las flores en la puerta de casa, esperando la venida del preste. Fotografía de Maria Carmen Lloréns Ribes. 2009

La "Salpassa", seguramente del latín salis sparsio, aspersión de sal, es una fiesta tradicional de los pueblos de la Comunidad Valenciana, aunque en muchos de ellos se ha perdido. Tiene gran tradición en los pueblos de la Marina Alta, en especial en los Valles de Pego, teniendo en Pego, su capital, el mayor esplendor, siendo el pueblo más grande en que perdura, además de perdurar en pequeños pueblos de la zona como Forna (Adsubia), Vall de Ebo, Murla, Castell de Castells, Valle de Alcalá y otros pueblos de la zona. También se conserva en otros pueblos de la Comunidad, como Otos, Benilloba, Albalat, Antella, Beniatjar, o Finestrat.
La celebración de esta fiesta recoge el mandato del Ritual Romano de Benedicto XIV de bendecir por Pascua de Resurrección las casas de la parroquia y que aún se conserva en el moderno Bendicional, aunque, anticipada habitualmente al Miércoles Santo (antiguo último día de la cuaresma, que hoy termina el Jueves Santo por la mañana), tenía por fin, además de bendecir las casas y las familias, anunciar las fiestas del Triduo Sacro e invitarles a participar en ella.
Aunque presenta variedades en los pueblos, la fiesta consiste en una visita del sacerdote o de párroco a todas las casas del pueblo. Allí, con agua bendita y, aún en muchos casos, con sal, asperje la vivienda desde la puerta, con la familia presente, diciendo en valenciano "La pau del Senyor a esta casa, i a tots els aci presents", esto es "La paz del Señor a esta casa y a todos los aquí presentes", según el mandato evangélico de saludar deseando la paz. Después bendice el agua y la sal que la familia tiene ya a punto en una mesa dispuesta, le ofrece el "Lignum Crucis" u otra cruz y les desea "Bona Pasqua", Feliz Pascua de Resurrección. Como gratificación al sacerdote, se le ofrecía una gratificación económica y unos huevos, que ya dejaban de estar prohibidos al finalizar la Cuaresma.
Acompañando al sacerdote, los niños de la parroquia acompañan anunciando la llegada del mismo, en especial los monaguillos o acólitos, para los cuales se convertía en una verdadera fiesta, pues, tocaban campanas y cantaban cánticos tradicionales para que todo el pueblo conociese la llegada del preste.

Fotografía antigua de D. Vicente Molió Simó ofreciendo el crucifijo a besar a un feligrés, en la celebración de la Salpassa en Pego, Alicante, archidiócesis de Valencia. Tomado del artículo de Miguel Vives Signes.

Es interesante citar al Rvdo. Andrés Monzó Nogués, de Albalat de Taronchers, que describía la Salpassa en tiempos de la postguerra, y que es de gran interés, pues, donde se conserva esta fiesta, suele seguir casi el mismo rito. Dice así:

SARPASSA. Es la bendición de las casas, que se hace el miércoles Santo, después de la misa, según el rito aprobado para fuera del tiempo pascual. Se viste el Pàrroco el roquete y sale, con el sacristàn y acólitos igualmente revestidos, que llevan el acetre y aspersorio, un plato con sal bendita para dejar una cucharada en cada casa y cestas para recoger los huevos con que la piedad agradece la bendición, amén de una bolsita para si se presenta alguna limosna en metálico. Lo tradicional parece haber sido el rezar la oración una sola vez en plural en la puerta de la iglesia y pasar luego asperjando las casas (asperjando con sal, antiguamente). Hoy, según la mente del Ritual parece se debe rezar la oración en cada casa. Luego se asperja, y el sacristàn o acólito recibe sal sin bendecir, que cambia por bendita. No es admisible espaciar la sal. Se debe antes advertir, que la sal bendita es un sacramental de muchísimas aplicaciones, lo cual deben los fieles aprovechar. Acabada la SARPASSA se da una gratificación de 10 céntimos a cada uno de los niños, que formaron en el bullicioso cortejo. Al sacristàn se le obsequia con una docena de huevos. También se obsequia a los acólitos.